# اچ‌ام‌اس میناد (جی۳۳۵)
اچ‌ام‌اس میناد (جی۳۳۵) (به انگلیسی: HMS Maenad (J335)) یک کشتی بود که طول آن ۲۲۵ فوت (۶۹ متر) بود. این کشتی در سال ۱۹۴۴ ساخته شد.